# Pastor Velázquez
Pastor Pedro Velázquez Hernández (n. 28 de abril de 1895 - f. 26 de diciembre de 1960) pintor acuarelista destacado tanto nacional como Internacionalmente por su técnica y belleza en todas sus obras en los géneros de paisaje, retrato y naturaleza muerta. Participó con éxito en exposiciones en San Francisco y New York, Estados Unidos, también en la primera bienal de Barcelona, España. Se le reconoce por ser el creador del escudo del Estado de México.

## Biografía
Pastor Pedro Velázquez Hernández nació el 28 de abril de 1895 en el Poblado de San Matías Transfiguración pueblo originario,  según comprueba su acta de nacimiento que pertenece al Municipio de Zinacantepec, Estado de México. Hijo de Magdaleno Velázquez y María Juana Hernández Cienfuegos, quienes procrearon una familia de dosce hijos. Pastor Velázquez comenzó a pintar desde muy pequeño, su padre Don Magdaleno Velázquez  era pintor autodidacta y con él aprendió desde niño los primeros trazos, mostrando cualidades desde sus inicios, al no tener un cuaderno de dibujo usaba papel de envoltura de estraza en el almacén de comestibles familiar. Aprendió a dibujar utilizando un cuadernillo, que su padre le compró, llamado "El discípulo dibujo elemental" editado en París en aquellos años, consistía en un método autodidacta de enseñanza de dibujo, él lo puso en práctica de inmediato. Estudió educación básica en Toluca, Pastor Velázquez después ingresó al Instituto Científico y Literario de Toluca, México, en donde estudió el bachillerato y conoció a un respetado maestro, el pintor Isidro Martínez quien noto habilidad en el muchacho, impulsándolo a seguir pintando. Pastor perteneció a un grupo cultural llamado Juventud, dirigido por Horacio Zúñiga. 
En 1917 después de perder a su padre se trasladó a la Ciudad de México para estudiar pintura de forma profesional, hasta que ingresó en 1923 a la Academia de San Carlos, donde conoció a grandes maestros como al pintor mexicano Saturnino Herrán, de quien obtuvo valiosas enseñanzas y, del pintor Mateo Herrera, dentro de un grupo de jóvenes pintores, entre los cuales destacaban José Bardasano, Juan Fabregat y Luis Sahagún. Después de terminada su educación artística continuó como maestro de esta misma Academia durante 32 años. Pastor aprendió varias técnicas de pintura, pero fue la acuarela en la que siempre destacó y a la cual le tomó gran cariño.

Escudo oficial del Estado de México, creado por Pastor Velázquez 1941.

En agosto de 1930 abrió su primera exposición en la Ciudad de México, la segunda en 1932 y la tercera en 1933, gracias a su trabajo exitoso pudo presentarse internacionalmente en 1938 y 1939 en Norteamérica; el maestro Pastor Velázquez fue muy exitoso en sus obras las cuales fueron presentadas en exposiciones en San Francisco y New York, Estados Unidos, en 1941 en Monterrey México y otra muy importante en la bienal de Barcelona España en 1955-1956.
El 24 de septiembre de 1940 el gobernador del Estado de México Wenceslao Labra convocó a los artistas de todo el país a concursar para realizar un diseño del escudo oficial del Estado de México debido a los festejos cívicos del estado, Labra público una convocatoria para participar en la creación del escudo representativo de dicho estado, a iniciativa del poeta Horacio Zúñiga se exhortó a todo el público en general a participar en el concurso. Pastor Velázquez se inscribió al concurso con un boceto en acuarela, que participó y ganó el 31 de octubre del mismo año, recibió medalla de oro y diploma de honor. Luego el 4 de abril de 1941, el gobernador del Estado de México, Wenceslao Labra después de la deliberación del jurado formado de grandes intelectuales mexicanos, a la obra de Velázquez la nombraron "Escudo oficial del Estado de México", desde entonces el escudo del Estado de México es el mismo que se conoce actualmente. El pintor Pastor Velázquez participó activamente en el desarrollo artístico de muchas otras obras. 
Pastor Velázquez se casó con Magdalena Winder de ascendencia francesa, pero no tuvieron hijos, se establecieron en la Ciudad de México en el barrio de Coyoacán. Murió en la Ciudad de México el 26 de diciembre de 1960 y sus restos fueron enterrados en La Rotonda de los Hombres Ilustres del Estado de México.

## Obras
Entre las obras que se le conocen al maestro Velázquez repartidas en colecciones privadas y de museo: 
| Técnica    | No. piezas | Destacadas                                                                     |
| ---------- | ---------- | ------------------------------------------------------------------------------ |
| Acuarelas  | 71         | Retrato del Lic. Miguel Alemán Valdés, Acapulco, Veracruz, Lanchero, La barca. |
| Aguafuerte | 07         | Callejón de la Luz, La palma, Jacales.                                         |
| Óleos      | 02         | La muñeca, Retrato de Potasio I. Gómez                                         |
| Sanguina   | 01         | Retrato de Roberto Velasco                                                     |

Actualmente pueden ser apreciadas algunas de las obras del maestro Velázquez en el Museo de la Acuarela del Estado de México en la ciudad de Toluca, el cual funge como espacio difusor del arte de la acuarela mexicana, realizada por notables artistas oriundos de este estado y también por aquellos que han plasmado en sus obras la belleza y cultura mexiquense como Ignacio Barrios, Ángel Mauro y Vicente Mendiola.